# Wólka Cycowska
Wólka Cycowska – wieś w Polsce położona w województwie lubelskim, w powiecie łęczyńskim, w gminie Cyców. Obok miejscowości przepływa niewielka rzeka Świnka, dopływ Wieprza.
| SIMC    | Nazwa     | Rodzaj    |
| ------- | --------- | --------- |
| 0102255 | Abramówka | część wsi |

W latach 1975–1998 miejscowość administracyjnie należała do województwa chełmskiego.
Wieś stanowi sołectwo gminy Cyców. Według Narodowego Spisu Powszechnego z roku 2011 wieś liczyła 715 mieszkańców.

## Historia
Wólka Cycowska, wieś datowana w źródłach na 1786 rok, wówczas nosiła nazwę w „Wulka Cycowska”.